# Utroskab
 Denne artikel bør gennemlæses af en person med fagkendskab for at sikre den faglige korrekthed.

Utroskab er et hemmeligt følelsesmæssigt nært forhold til en anden end partneren.[kilde mangler] I moderne tid vil begrebet normalt forbindes med et seksuelt samkvem.[kilde mangler] Utroskab kan føre til det oprindelige partnerskabs ophør, især hvis hemmeligheden røbes.

## Jura
Ifølge dansk lovgivning er utroskab skilsmissegrund.[kilde mangler] Skilsmissen kan gennemføres uden en separationsperiode. Der er dog undtagelser for den forurettede part. Formelt er der tale om ægteskabsbrud, når der har været tale om et samleje, som en ægtefælle har med en anden end sin ægtefælle.

## Utroskabens omfang
Analyseinstitutter som GfK har foretaget en af de mest omfattende undersøgelser af emnet i Europa.
I en undersøgelse fra 2009 erkender 1/3 af danskerne utroskab mod deres faste partner
Mænd, der tvivler på, om de er fædre til et barn, kan i dag indsende to DNA-prøver og få oplyst, om de er det biologiske ophav.[kilde mangler]

## Utroskabens årsager
Der er flere forklaring på årsagen utroskab. Forskere har afgrænset dem til fire typer:
1. Utilfredshed med det igangværende forhold
2. Fascination af, tiltrækning mod eller kærlighed til en anden end partneren
3. Trang til mere sex
4. Vrede mod partneren.[4]

## Utroskabens konsekvenser
Utroskab kan være sygdomsfremkaldende. Utroskab kan give psykiske problemer for alle parter. Den nyeste forskning fra universitetet i Bergen i Norge viser overraskende, at par, der lever i et forhold med utroskab, i langt højere grad end de trofaste udvikler alvorlige længerevarende psykiske lidelser. Ifølge undersøgelsen led hele 70 procent af dem, der var blevet bedraget af psykiske problemer, mens halvdelen af dem, der var utro fik psykiske problemer. Utroskab er ligefrem livskvalitetsforringende.
Fra forskningen ved vi, at ægtefællerne med mange aktiviteter fælles har størst chance for at holde sammen. Vi ved fra hjernescanningsforskningen, at et billede af den elskede straks aktiverer hjerneområderne for enten begær, forelskelse eller kærlighed. Måske er det synet mere end noget andet af den elskede, som udløser hjernekativitet og hormoner. Vi ved jo, at pupiludvidelse opstår, når vi ser noget, der behager vore øjne og er tegn på, at vi bliver forelskede. Det kunne forklare, hvorfor de ægtefæller der er mest sammen i dagligdagen om forskellige ting, har størst chance for at undgå skilsmisse. Det kunne også forklare grunden til det stigende antal skilsmisser i vort samfund, som vi jo har indrettet, så vi er meget lidt sammen med dem, vi elsker. Måske er løsningen, at vi alle har et billede af vor elskede inden for synsvidde så mange timer i døgnet som muligt. Vel at mærke et billede, hvor den portrætterede har store pupiller. Grundforskning viser, at mængden af knus og kram i hverdagen ikke overraskende er ligefrem proportional med varigheden af ægteskabet.
Der er en forbindelse mellem utroskab og personligheden: Vi ved, at en hel del personlighedsforstyrrelser medfører øget risiko for utroskab.[kilde mangler] Og vi ved, at især kombinationen høj selvtillid og lavt selvværd kan resultere i utroskab.[kilde mangler] Vi ved også, at jo større sexinteresse, desto større risiko for utroskab.

## Utroskab i medierne
Massemedierne har stor interesse i utroskab, ofte med vidtgående konsekvenser for de involverede. Nogle af de mest omtalte sager har været Alexandra af Frederiksborgs skilsmisse, Prinsesse Dianas tragiske død som følge af gensidig utroskab og golflegenden Tiger Woodss angivelige 14 sidespring. Adskillige tv-kanaler som dansk TV 2, har lanceret programmer, der fokuserer på utroskab.